# 特里·盖瑟科尔
特里·盖瑟科尔（英語：Terry Gathercole，1935年11月25日—2001年5月30日），澳大利亚男子游泳运动员。他曾代表澳大利亚参加1956年和1960年夏季奥林匹克运动会游泳比赛，其中1960年奥运会获得一枚银牌。